# Del interior
Del interior es un álbum de Xemá, predecesor de El sueño de Morfeo formado por Raquel y David y algunos profesores de la escuela de música a la que iban. Este disco fue editado en 2002 y reeditado en 2009.

## Lista de canciones
1-Busco un sueño - 4:42
2-Tras de ti - 3:52
3-Tan solo amor - 4:50
4-La corniella (Instrumental) - 4:10
5-La noche - 4:20
6-Al borde - 4:36
7-La victoria (Instrumental) - 3:11
8-Me faltas tú - 3:45
9-Alto en el camino - 3:47
10-Tema 10 - 2:34
- Datos: Q5801625